# Тарасона-де-ла-Манча
Тарасона-де-ла-Манча (ісп. Tarazona de la Mancha) — муніципалітет в Іспанії, у складі автономної спільноти Кастилія-Ла-Манча, у провінції Альбасете. Населення — 6746 осіб (2010).
Муніципалітет розташований на відстані близько 200 км на південний схід від Мадрида, 30 км на північ від Альбасете.

## Демографія
Динаміка населення (INE ):

## Галерея зображень

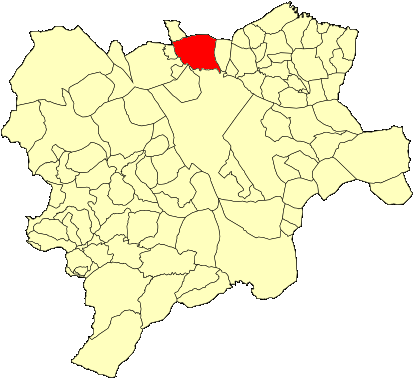
Розташування муніципалітету у провінції Альбасете
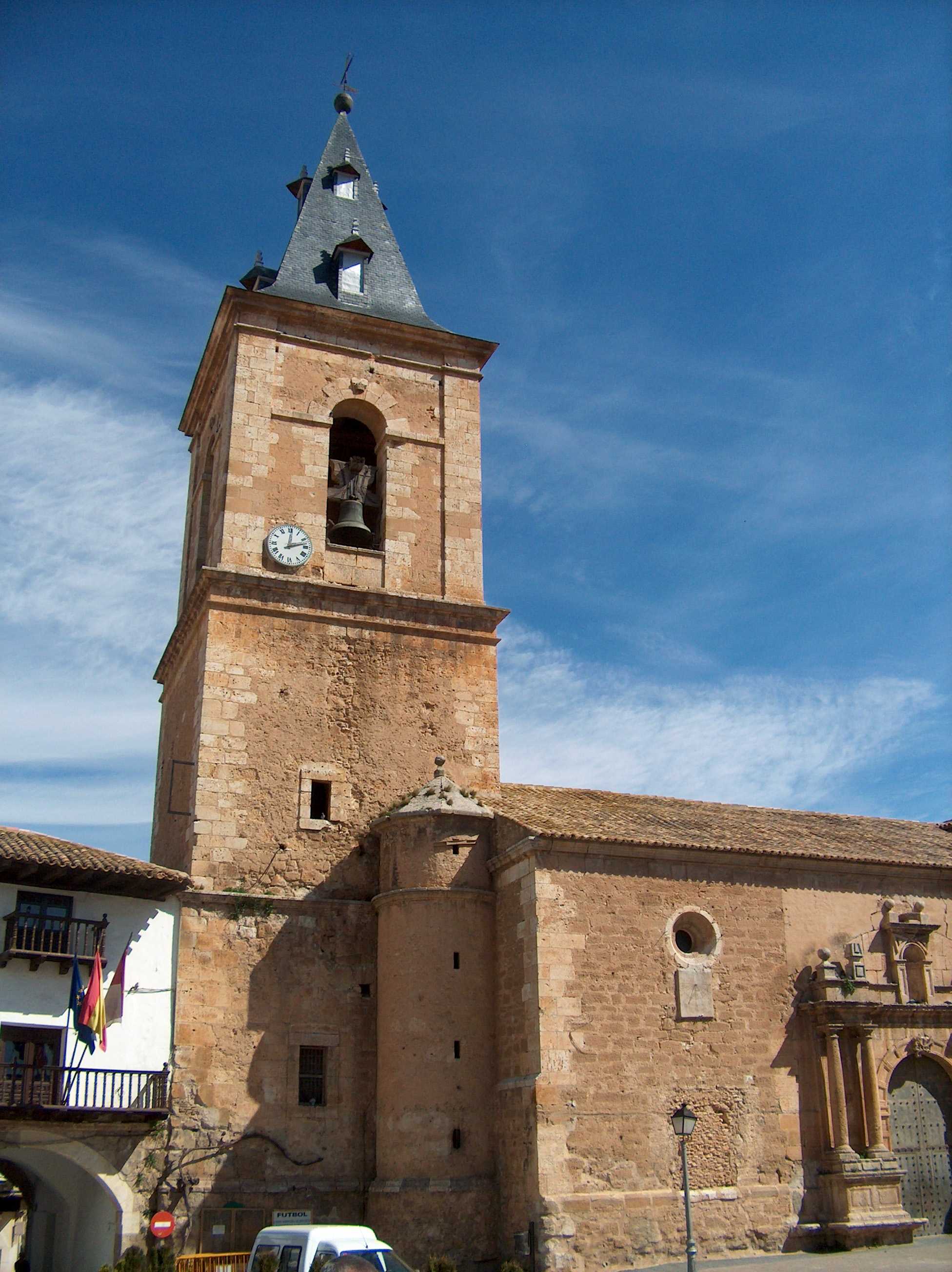
Церква Сан-Бартоломе